# Dundaga
Dundaga è un comune della Lettonia di 4.878 abitanti (dati 2009)

## Geografia antropica

### Suddivisioni amministrative
Il comune è stato istituito nel 2009 ed è formato dalle seguenti unità amministrative:
- Dundaga, sede comunale
- Kolka